# 哈拉帕省
哈拉帕省 （Departamento de Jalapa）是瓜地馬拉東南部的一個省。面積2,063平方公里，2003年人口301,370人。首府哈拉帕。
1873年11月24日設省。下分七個自治市。
1. ↑  Citypopulation.de Population of departments in Guatemala